# Bácsi főszékesegyház

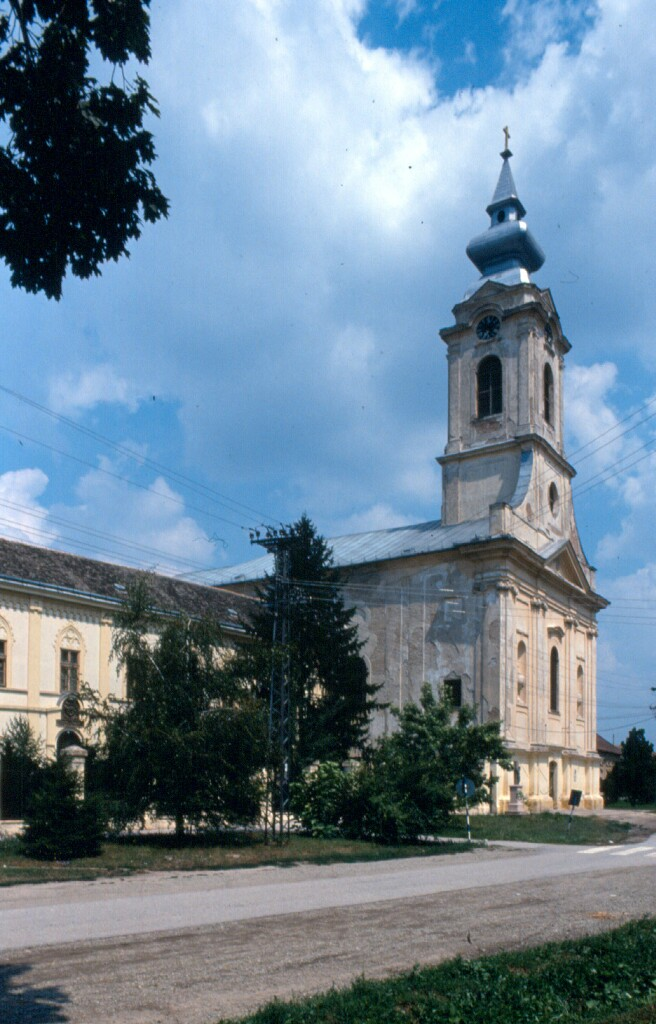
A harmadik Szent Pál-templom

1090-ben Szent László rendeletére a Kalocsai Érsekségnek két székhelye lett. Az egyik a régi és első Kalocsa, a másik pedig Bács. Ezt az intézkedést azzal indokolták, hogy a Kalocsai Érsekség csak dél felé terjeszkedik, ezért kell egy jobban megközelíthető székhely, ugyanis Kalocsa az érsekség északi határán feküdt.
Bács vára ettől kezdve érseki székhellyé vált és a Kalocsai Érsekség új neve Kalocsa-Bácsi Érsekség lett. Bács fokozatosan átvette Kalocsa szerepét. Így már többnyire csak bácsi érseknek hívták a kalocsa-bácsi érseket. 
Kalocsa azzal vette vissza újra régi jelentősebb szerepét hogy a 15. században elfoglalták a törökök a legjelentősebb déli végvárat, Nándorfehérvárat, így már a Bácsi vár is veszélyben volt, és emiatt az érsekek visszaköltöztek védettebb és biztonságosabb székhelyükre, Kalocsára. A veszély elérte Kalocsát is, amikor a 15. század végén elfoglalták a törökök Bácsot is. Végül Kalocsa is török kézre került.

## Bács mint érseki székhely
Az 1090-es években Szent László meghódította a Tengermelléket. A meghódított területek a Kalocsai Metropolita kezére kerültek, és a Kalocsai egyházmegye is jelentős területekkel növekedett. A Kalocsai Érseki Tartományban Kalocsa volt a legészakibb püspöki székváros (sőt a legészakibb város).

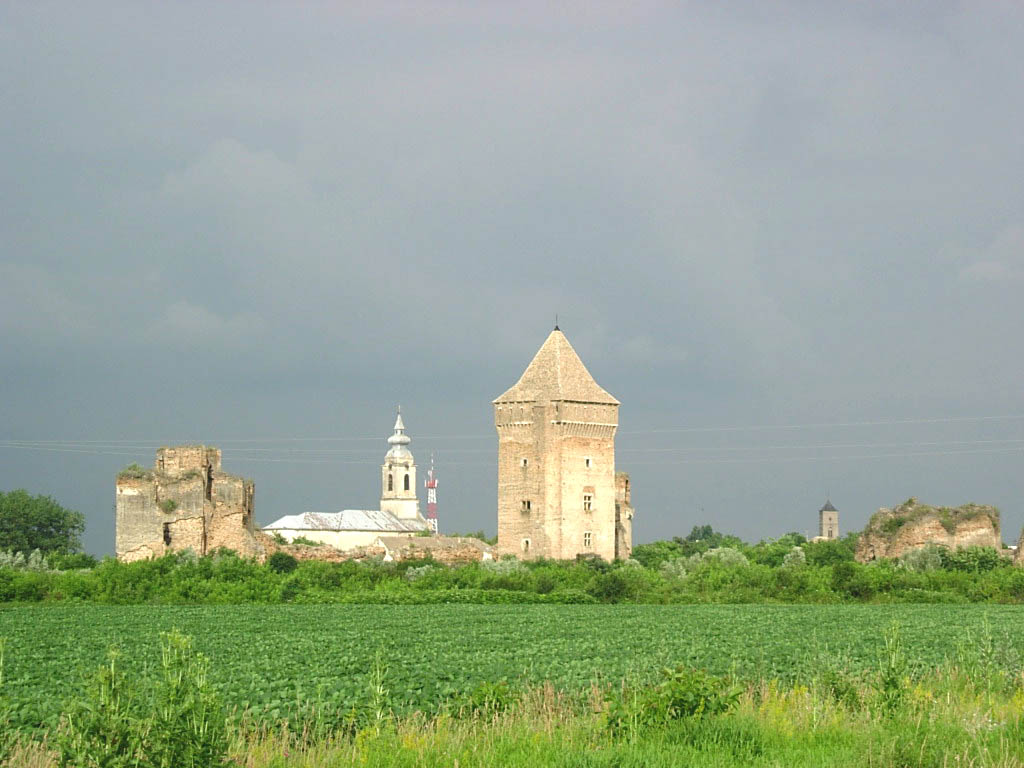
A bácsi vár. Háttérben balról a Szent Pál katolikus templom jobbról a ferencesek temploma

László király szerint ez komoly problémát okozott a megközelíthetőség terén, ezzel az ürüggyel Bácsot is székvárossá nevezte ki. Bács volt az egyik legnagyobb és legszebb város az országban. Többször járt itt a király is. A város összes épülete nagy volt, de a plébániatemplom nem. Mivel a templom már (fő)székesegyház lett és a hívőket sem volt képes eltartani, Fábián érsek elbontatta a régi templomot és hatalmas, kéttornyú román stílusú templomot építtetett.